# 卢瓦尔河畔努昂
卢瓦尔河畔努昂（法語：Nouan-sur-Loire，法語發音：[nwɑ̃ syʁ lwaʁ]）是法国卢瓦-谢尔省的一个旧市镇。1972年1月1日，卢瓦尔河畔努昂与市镇圣洛朗德索合并为圣洛朗-努昂。

## 地理
卢瓦尔河畔努昂（47°41'10"N, 1°33'46"E）位于法国中央-卢瓦尔河谷大区卢瓦-谢尔省，该省份为法国中北部省份，北起厄尔-卢瓦省，东北接卢瓦雷省，东南接谢尔省，南至安德尔省，西南接安德尔-卢瓦尔省，西北接萨尔特省。
卢瓦尔河畔努昂的时区为UTC+01:00、UTC+02:00（夏令时）。

## 行政
卢瓦尔河畔努昂的邮政编码为41220，INSEE市镇编码为41162。

## 人口
卢瓦尔河畔努昂于1968年3月1日时的人口数量为602人。